# Posada Zarszyńska
Posada Zarszyńska – wieś w Polsce położona w województwie podkarpackim, w powiecie sanockim, w gminie Zarszyn.
| SIMC    | Nazwa | Rodzaj    |
| ------- | ----- | --------- |
| 0363056 | Wólka | część wsi |

W 2021 roku wieś zamieszkiwało 929 mieszkańców.

## Historia
W 1395 roku, Władysław Jagiełło nadał osadę Posadę Zarszyńską i Długie Jachnikowi zwanym Dzieweczka ze Swoszowa.
W latach 1810–1842 roku wieś była w posiadaniu rodziny Ostaszewskich, a następnie, w latach 1842–1945 rodziny Wiktorów. W 1810 roku Kazimierz Ostaszewski (1756-1845), były rotmistrz kawalerii narodowej, nabył Zarszyn, Posadę Zarszyńską i Długie od Stanisława hr. Siemieńskiego (1763-1821). Z małżeństwa z Heleną z Załęskich pozostawił Kazimierz Ostaszewski dwie córki: Franciszkę, wydaną za Ksawerego Czermińskiego i Ludwikę, zamężną z Franciszkiem Niezabitowskim. Przed śmiercią przekazał, w 1842 roku, swe dobra wnuczce Adeli Czermińskiej (1822-1904), zamężnej z Janem Wiktorem (1812–1877). Po Janie i Adeli Wiktorach dziedziczył Zarszyn, Posadę Zarszyńską i Długie ich syn Kazimierz Wiktor (1845-1904), a po nim jego syn Jan Wiktor (1878–1944), który w 1911 jako właściciel tabularny posiadał 512 ha.
Po II wojnie światowej wskutek wyniku masowych wywłaszczeń majątek Wiktorów przeszedł na rzecz Skarbu Państwa Polski Ludowej. W latach 1975–1998 miejscowość administracyjnie należała do województwa krośnieńskiego.

## Obiekty zabytkowe
- Park dworski z XVIII wieku

## Galeria

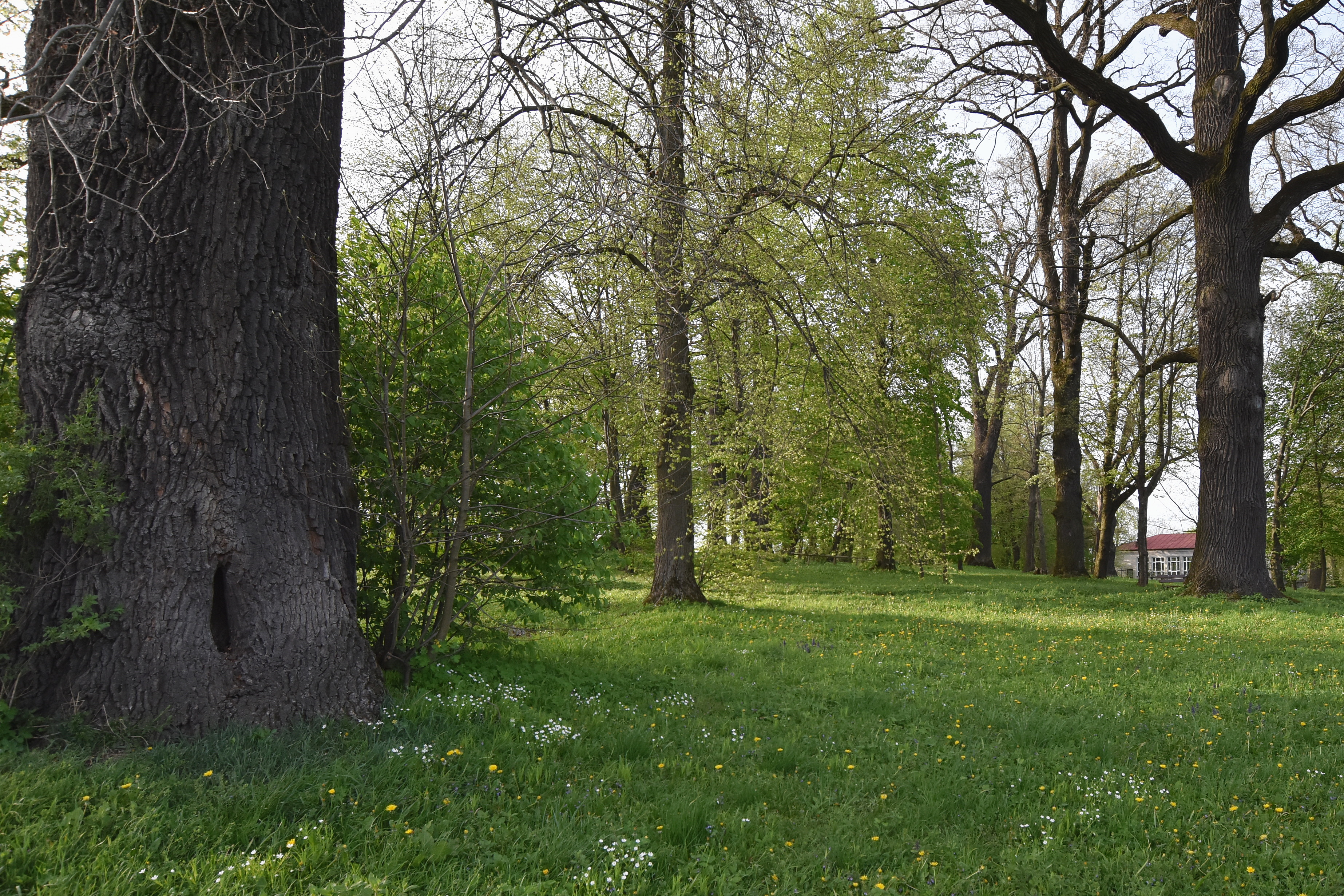
Park dworski
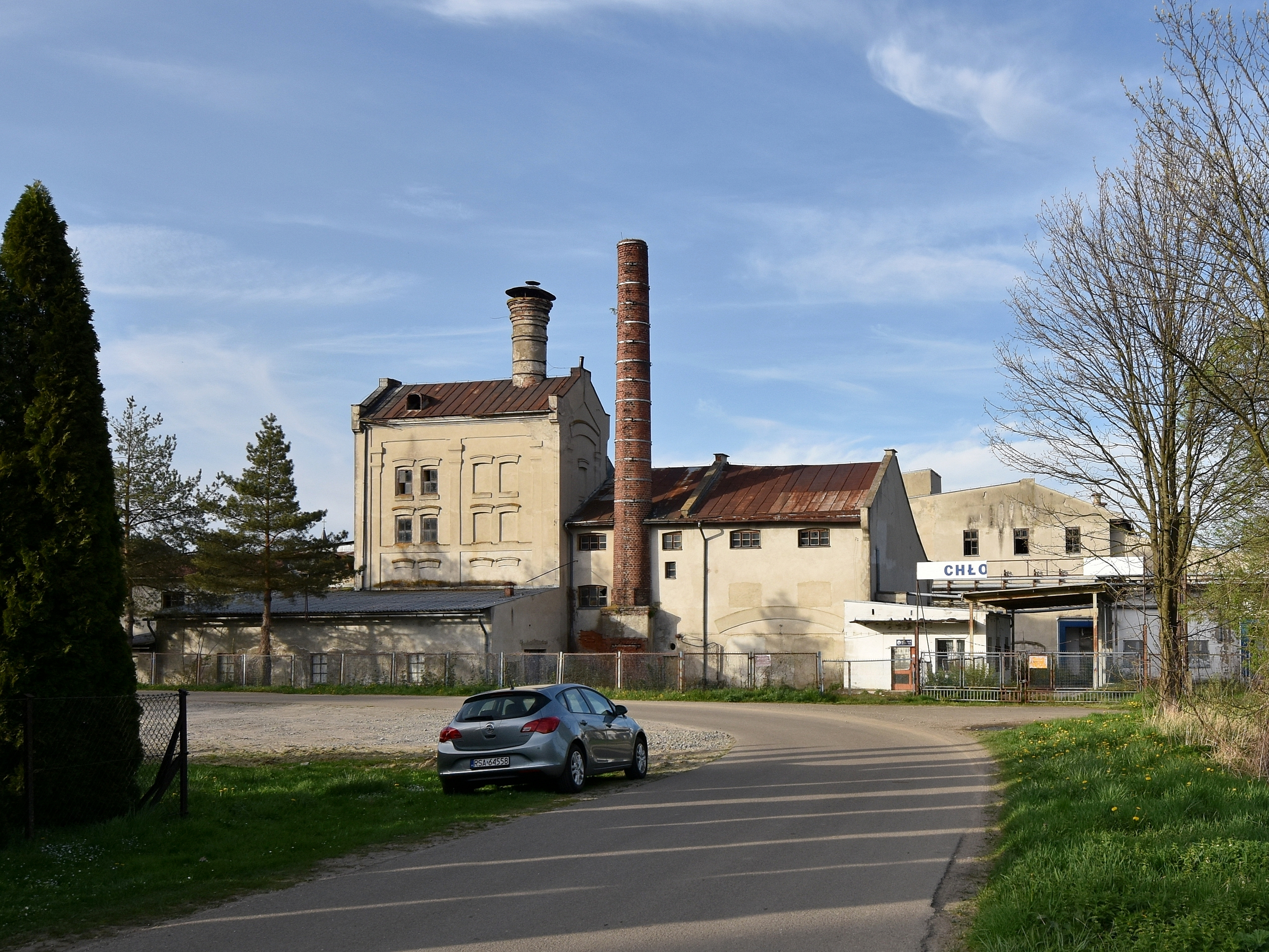
Dawny browar
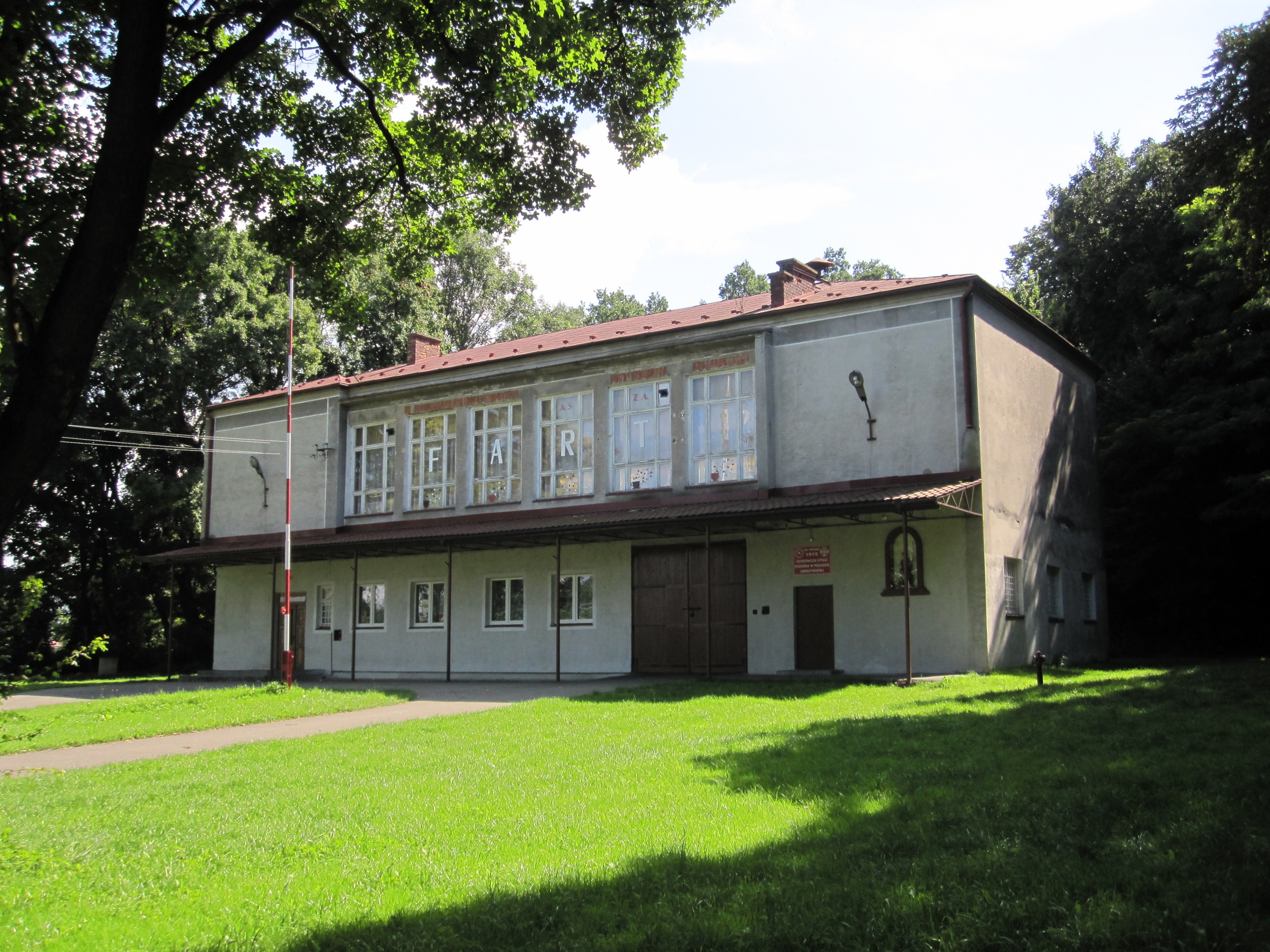
Remiza